# Haggar Clothing
Haggar Clothing Co. — компания-производитель мужской одежды, основанная в Далласе, штат Техас.
Бренд Хаггар работает на рынке одежды США, Канады, Мексики.

## История
Компания Haggar Clothing Co была основана в 1926 году ливанским иммигрантом Джозефом Марион Хаггаром в офисе из одной комнаты в здании Santa-Fe в Далласе, штат Техас. Джи. Эм. Хаггар лично приобретал все материалы, следил за производством и процессом продаж. Его первая линия брюк называлась «Keen Built» по популярному выражению в те времена, что означало «продукт высшего качества». В 1929 году он уже арендовал два этажа и у него работало 250 человек. Хаггар выдвинул лозунг «хороший продукт по справедливой цене», и в течение нескольких лет его объем производства увеличился до 75 000 пар брюк ежегодно и в его Компании уже работало около 500 человек.
В 1933 году Хаггар изменил свой производственный процесс в соответствии с принципами поточного автомобильного производства Генри Форда. Рабочие обрабатывают одну-единственную заготовку, вместо того, чтобы шить изделие целиком Затем заготовки перемещаются по конвейеру к следующему рабочему. При этом производительность возросла а издержки снизились.
В 1938 году Хаггар трансформировался из местной компаний в национальную. Хаггар создал широкую сеть продаж по всей стране и запустил национальную рекламную кампанию.
В 1940 году Хаггар создала первые брюки с отворотами. В результате роста компания переехала в новую штаб-квартиру и организовала современное швейное производство на Леммон Авеню в Далласе, штат Техас.
В 1942 году фабрики Джи. Эм. Хаггара работают 24 часа в день для обеспечения поставок одежды для нужд армии США. До конца войны было выпущено более 10 млн предметов одежды на фабриках Хаггара. В это же время Хаггар дебютировал с первой печатной рекламой в журнале «Лайф». Эта реклама была названа «Карта гармонии Хаггар» и стала популярным инструментом продаж. В этой рекламе рассказывалось мужчинам как разнообразить их гардероб за счет сочетания и смешивания различных рубашек и пиджаков с различными брюками-слаксами Хаггар. К концу десятилетия, Хаггар стал самым крупным производителем и продавцом брюк-слаксов в мире.
В 1950 году, Хаггар стал первым брендом мужской одежды, который стал рекламироваться на национальном телевидении, продвигая рекламу брюк-слаксов в передаче спонсора мирного на сегодня «The Today Show». В 1952 году, Хаггар представил брюки с «вечной стрелкой» — предшественника свободных брюк с плиссировкой. В рекламе этих брюк участвовал Микки Мэнтл, что положило основу долгосрочного сотрудничества Хаггар с профессиональными спортсменами и атлетами. Оно включало в себя как поставку брюк-слаксов для олимпийской команды США в 1956 году и в 1960-м году. Так и в наши дни спонсирование Зала славы Ассоциации профессионального футбола и Зала славы Национальной Хоккейной Лиги. В 1963 году, Хаггар стал одним из первых спонсоров передачи «Мир Спорта» на канале ABC, а также автором и спонсором новый передачи «Эта неделя в НФЛ» в 1968 году.
В 1971 году Хаггар стал маркой брюк номер один в стране.
В конце 70-х годов Хаггар начал производство спортивной одежды и жилетов а чуть позже мужских костюмов «по фигуре». Костюмы Хаггар «по фигуре» позволяют мужчинам покупать пиджаки и брюки отдельно по размерам, что создало новую категорию в мужской одежде — «костюм отдельно».
Инновации Хаггар вышли за пределы одежды и ознаменовались создание «Вешалки Хаггар» в 1971 году, благодаря которой розничные магазины впервые смогли продавать брюки с вешалки, а не сложенными в стопки, как это было раньше. В 1980-х годах, Хаггар стала первым предприятием в швейной промышленности, которое приняло систему электронного обмена данными (EDI) для быстрого пополнения товарных запасов и систему универсального кодирования товаров UPC, так же известную как штрих-код. В 1987 году, Хаггар изобрели и получил патент на наклейку «Полоска размеров», которая используется сейчас почти на всех марках брюк, чтобы определить размер и длину в сложенном виде.
В 1990-х годах, Хаггар представил на рынок 100 % хлопковые брюки «не требующие глажки».
В 2000-е годы, после введения двух новых функций — в том числе влагонепроницаемый тканей и брюк с саморегулирующийся поясом «Комфорт», Хаггар начало кампанию по созданию одежды из переработанных или возобновляемых источников волокна. В результате были созданы экологичные линии одежды E-CLO и «Жизнь в цветах хаки» LK .
В дополнение к своему бренду Хаггар®, компания разработала и приступила к развитию торговой марки LK Life Khaki™ . Обе линии LK Life Khak и Хаггар-e-Clo одежда используют репрев — полиэстеровая ткань, производимая Компанией Unifi из переработанных бутылок для воды. Поскольку Хаггар начал использовать репрев в 2009 году компания зафиксировала переработку более чем 80 млн бутылок для воды и делает Хаггар одним из первых крупных брендов мужской одежды способствующих уменьшению отходов и сохранению природных ресурсов.
Сегодня Haggar Clothing Co. занимает первое место на рынке костюмных брюк для мужчин в Соединенных Штатах, а также второе место по доле рынка в продажах мужских повседневных.
Хаггар сейчас производит также и женскую коллекцию одежды и представляет ее более чем в 80-ти магазинах.
Компания Haggar Clothing Co. также производит, продает и распространяет мужскую и женскую одежду под брендом Кеннет Коул через свою дочернюю компанию Haggar Canada Co.
Линии одежды Кеннет Коул, производимые Haggar Canada Co., включают в себя:
• Кеннет Коул Блэк Лейбл
• Кеннет Коул Нью-Йорк
• Реактион Кеннет Коул
• Анлистед Кеннет Коул продакшен

## Хаггар и профессиональный спорт
В 1952 году, Микки Мэнтл участвовал представлении Хаггар брюк с «вечной стрелкой».
Другие атлеты и спортивные знаменитости, которые участвовали в рекламе Хаггар: Игроки Главной лиги бейсбола (MLB): Роджер Марис, Фил Риззуто, Нейл Фокс, Эдди Мэтьюз, Робин Робертс Игроки Национальной Футбольной лиги (NFL): Фрэнк Гиффорд, Пэт Суммералл, Доак Уокер, Отто Грэм, Бобби Лэйн, Клоис Бокс, Дон Мередит, Роджер Штаубаха, Лен Доусон, Рокки Блейер, Гейл Сейерс
Профессиональная Ассоциация любителей гольфа PGA: Арнольд Палмер, Доу Финстервальд, Даг Форд, Арт Вол-мл., Бобби Николь Гонщики Формулы 500: Дэвид Хоббс, Карл Хоган
Хаггар это …
«Официальный поставщик Золотых пиджаков для Зала славы Профессиональной Ассоциации Футбола с 1978 года» «Поставщик и партнер официальной одежды Зала славы Хоккейной лиги»
«Официальный поставщика Naismith мемориальный зал баскетбольной славы куртка»
«Официальный поставщик пиджаков выпускников для Ассоциации выпускников НФЛ»
«Официальный поставщик пиджаков для Даллас Ковбойз»
«Официальный поставщик пиджаков выпускников для Майами Долфинз»

## Популярная культура
В Симпсонах эпизод «Последнее искушение Красти», Клоун Красти делает ссылку на похищение пары слаксов Хаггар.
Джимми Коннорс кто-то предложил пару Хаггар в качестве жеста примирения оппоненту Роду Лейвер.
В 1971 году молодой Джон Траволта появился в национальном рекламном ролике для Хаггар Слаксы.
9 августа 1964, США Президент Линдон Джонсон лично разместил заказ Джо Хаггару младшему по телефону на шесть пар брюк Хаггар прямо из овального кабинета. Джонсон заявил, что брюки Хаггар «лучшие, [что он имел] в Соединенных Штатах.» Президент предпочитал производителя слаксов из Далласа, поскольку в них больше места. Другие производители слаксов «режут его» и носить их брюки это как «сидеть верхом на проволочном заборе». Джонсон заказал также летние рубашки из того же материала.
Во втором сезоне Фриски Динго (2006—2008) Хаггар брюки, а также их запатентованная система подбора размеров часто упоминается как высокое качество.